# Brachyporus personatus
Brachyporus personatus är en insektsart som beskrevs av Brunner von Wattenwyl 1888. Brachyporus personatus ingår i släktet Brachyporus och familjen Anostostomatidae. Inga underarter finns listade i Catalogue of Life.